# Ibaeta (remo)
Ibaeta fue un sociedad de remo del barrio de Ibaeta de San Sebastián, cuya mayor actividad se produjo en la década de 1960.

## Historia
Ibaeta compitió en varias ediciones de la Liga Guipuzcoana de Trainerillas, desde que se creara la liga en 1960.
De todos modos, la actuación más trascendente de la sociedad fue en trainera, en su participación en la Bandera de la Concha en la edición de 1961. Para completar la tripulación, sumaron algunos remeros de Txapel Aundi a su plantel habitual de la liga de trainerillas, bajo el patrón Ángel Isturiz.
Esta fue la tripulación que reunieron para la Concha: de Ibaeta, Balentin Alkorta, Martin Isasa, Martin Ezeiza, Natalio Galdos, Jose Lizaso, Martin Artola y José Antonio Aiala; de Txapel Aundi, José Antonio Mujika, Jesús Ramón, Benito Erdozia, Rikardo Etxepare, Ramón Arostegi y José Antonio Artano.